# Колмогорово (Кемеровская область)
Колмого́рово — село в Яшкинском районе Кемеровской области России. В рамках организации местного самоуправления включается (с 2019 года) в Яшкинский муниципальный округ.

## География
Село расположено на правом берегу реки Томь в месте впадения в неё реки Писаной. Расстояние до райцентра Яшкино — 30 км, расстояние до обл. центра Кемерово — 41 км.

## Природа
Село находится на границе таёжной и лесостепной зоны Нижнего Притомья. С трёх сторон окружено сосновым лесом. Встречаются также берёза, осина, тополь.

## История
С 2006 до 2019 годы — административный центр Колмогоровское сельское поселение Яшкинского муниципального района.

## Население
| 2010 |
| ---- |
| 1582 |

## Инфраструктура
В селе расположена птицефабрика Птицефабрика «Колмогоровский бройлер». Цех по производству плетеной мебели.
В 5 км от Колмогорово расположен историко-культурный и природный музей-заповедник «Томская писаница». На северной окраине села расположен парк-отель «Царские палаты».

## Транспорт
Село располагается на шоссе Кемерово — Яшкино с рейсовым пассажирским автобусным движением . До села можно добраться:
- из Кемерово и Яшкино автобусом № 559 «Кемерово — Яшкино».
- из Томска и Новосибирска автотранспортом через паромную переправу и летний понтонный мост в город Юрга.
- Так же есть местный автобусный маршрут Колмогорово — Яшкино.
- Пригородные автобусные маршруты: 161Э Кемерово (Кемеровский АВ) — Колмогорово, и 161У Кемерово (от ДК Кировского) — Колмогорово.

Расстояние до аэропортов: Кемерово (международный аэропорт им. А. И. Леонова) — 50 км, Томск (Богашево) — 87 км.